# Luigi Dardani
Luigi Dardani (* 25. Februar 1915 in Ganzanigo di Medicina; † 18. Dezember 1999 in Imola) war ein italienischer Bischof.
Dardani wurde als viertes von sechs Kindern geboren. Zwischen 1918 und 1920 starben sein Vater und drei Brüder an der Spanische Grippe.
Am 18. September 1937 weihte Giovanni Nasalli Rocca di Corneliano ihn zum Priester für das Erzbistum Bologna. Am 28. April 1968 wurde er von Erzbischof Poma zum Generalvikar von Bologna ernannt. Am 28. April 1968 ernannte Papst Paul VI. ihn zum Titularbischof von Rebellum und Weihbischof in Bologna. Antonio Poma spendete ihm am 25. Mai 1969 in der Kathedrale von Bologna zum Bischof. Mitkonsekratoren waren Gilberto Baroni, Bischof von Reggio Emilia, und Luigi Bettazzi, Bischof von Ivrea.
Am 12. März 1974 ernannte Papst Paul VI. ihn zum Bischof von Imola. Ende Oktober 1982 erkrankte er schwer und erhielt im Dezember die Krankensalbung. Am 8. Mai 1983 übernahm er wieder alle seine Aufgaben. Papst Johannes Paul II. nahm am 19. Juli 1989 seinen Rücktritt an.